# 클로드 자먼 주니어
클로드 자먼 주니어(Claude Jarman Jr., 1934년 9월 27일~2025년 1월 12일)는 미국의 배우, 영화배우이다.

## 영화
- 애정(1946년)
- 하이 바바리(1947년)
- 선 컴스 업(1949년)
- 사막의 침입자(1949년)
- 리오 그란데(1950년)
- 엔터테인먼트(1974년)
- 센테니얼(1979년)